# Menahem
|  | Per a altres significats, vegeu «Menahem (messies)». |

Segons la Bíblia, Menahem (en hebreu, מנחם בן-גדי Menahēm ben Gadi) va ser el setzè rei del Regne d'Israel després de la seva divisió. durant 10 anys entre 753-742 a.n.e. segons la cronologia tradicional, o entre 791-780 a.n.e. segons la cronologia bíblica.
Menahem, fill de Gadí, no va acceptar la usurpació del tron d'Israel per Xal·lum i tan sols un mes després de la seva autocoronació, Menahem va encapçalar un exèrcit i va entrar a sang i foc a Samaria.
Durant el seu regnat, el rei assiri Tiglat-Pilèser III va envair Israel i va obligar a Menahem a pagar-li "mil talents de plata" (6.606.000 dòlars [E.U.A.]). Menahem va aconseguir aquesta suma posant un impost de 50 peces de plata sobre cadascun dels "homes valents i poderosos" d'Israel. Com un talent de plata equivalia a uns 3.000 sicles, la quantitat total de plata es va obtenir d'unes 60.000 persones. Menahem li va donar la plata a rei assiri "perquè les seves mans resultessin estar amb ell per enfortir el regne en la seva pròpia mà". Quan Tiglat-Pilèser III va rebre aquesta quantitat, es va retirar del país.
En una inscripció de Tiglat-Pilèser III s'esmenta a "Menahem de Samaria" (em-ni-hi-im-me alsa-me-ri-na-aa) entre els governants de qui el monarca assiri havia rebut tribut.
Quan va morir, el seu fill Pecahià el va succeir.